# Dithiooxamid
Dithiooxamid ist ein dunkelroter Feststoff, der wenig in Wasser, gut in Ethanol und nicht in Diethylether löslich ist. Es ist das Diamid der Dithiooxalsäure.

## Herstellung
Dithiooxamid wird durch die Reaktion von Schwefelwasserstoff mit Dicyan hergestellt.

## Verwendung
In der analytischen Chemie wird Dithiooxamid zur Bestimmung von Kationen verwendet. Cu(II), Ni(II) und Co(II) bilden mit Dithiooxamid farbige Niederschläge, speziell der Nachweis von Cu(II) ist sehr empfindlich. Es lassen sich auch Osmium, Platin, Ruthenium, Eisen und Bismut nachweisen. Dithiooxamid wird auch als Vulkanisationsbeschleuniger genutzt.